# Araragi
Araragi là một chi bướm ngày thuộc họ Lycaenidae.